# Cobra Kai
Cobra Kai is een Amerikaanse televisieserie van Netflix (eerder van YouTube Red/Premium) begonnen in mei 2018.
De serie is het vervolg op de The Karate Kid-franchise uit de jaren tachtig en speelt zich meer dan dertig jaar later af. Naast Ralph Macchio en William Zabka spelen diverse andere acteurs uit de filmserie The Karate Kid opnieuw hun personage.

## Seizoenen
| Seizoen   | Uitzenddatum              |
| --------- | ------------------------- |
| Seizoen 1 | 2 mei 2018                |
| Seizoen 2 | 24 april 2019             |
| Seizoen 3 | 1 januari 2021            |
| Seizoen 4 | 31 december 2021          |
| Seizoen 5 | 9 september 2022          |
| Seizoen 6 | 18 juli 2024 (deel 1)     |
| Seizoen 6 | 15 november 2024 (deel 2) |
| Seizoen 6 | 13 februari 2025 (deel 3) |

## Rolverdeling
| Acteur              | Personage            |
| ------------------- | -------------------- |
| Ralph Macchio       | Daniel LaRusso       |
| William Zabka       | Johnny Lawrence      |
| Courtney Henggeler  | Amanda LaRusso       |
| Xolo Maridueña      | Miguel Diaz          |
| Tanner Buchanan     | Robby Keene          |
| Mary Mouser         | Samantha LaRusso     |
| Jacob Bertrand      | Eli "Hawk" Moskowitz |
| Gianni DeCenzo      | Demetri Alexopoulos  |
| Martin Kove         | John Kreese          |
| Thomas Ian Griffith | Terry Silver         |
| Vanessa Rubio       | Carmen Diaz          |
| Peyton List         | Tory Nichols         |
| Nichole Brown       | Aisha Robinson       |
| Hannah Kepple       | Moon                 |
| Annalisa Cochrane   | Yasmine              |
| Owen Morgan         | Bert                 |
| Aedin Mincks        | Mitch                |
| Khalil Everage      | Chris                |
| Nathaniel Oh        | Nathaniel            |
| Oona O'Brien        | Devon Lee            |
| Paul Walter Hauser  | Raymond "Stingray"   |
| Joe Seo             | Kyler Park           |
| Selah Austria       | Piper Elswith        |
| Dallas Dupree Young | Kenny Payne          |
| Griffin Santopietro | Anthony LaRusso      |
| Milena Rivero       | Lia                  |
| Randee Heller       | Lucille LaRusso      |
| Elisabeth Shue      | Ali Mills            |
| Rob Garrison        | Tommy                |
| Ron Thomas          | Bobby Brown          |
| Tony O'Dell         | Jimmy                |
| Bret Ernst          | Louie LaRusso Jr.    |
| Dan Ahdoot          | Anoush Norouzi       |
| Ed Asner            | Sid Weinbergr        |
| Ken Davitian        | Armand Zarkarian     |
| Rose Bianco         | Rosa Diaz            |
| Diora Baird         | Shannon Keene        |
| Yuji Okumoto        | Chozen Toguchi       |
| Tamlyn Tomita       | Kumiko               |
| Okea Eme-Akwari     | Shawn Payne          |

## Afleveringen

### Seizoen 1
| Nr. serie | Aflevering | Titel                  | Regisseur                        | Schrijver                                                  | Uitzenddatum |  |
| --- | ---------- | ---------------------- | -------------------------------- | ---------------------------------------------------------- | ------------ |  |
| 1 | 1          | "Ace Degenerate"       | Jon Hurwitz & Hayden Schlossberg | Josh Heald, Jon Hurwitz, & Hayden Schlossberg              |              |  |
| 34 jaar geleden verloor Johnny Lawrence de finale van het "All Valley-karatetoernooi 1984 voor -18-jarigen" tegen Daniel LaRusso. Nu heeft hij een eerder miserabel leven en werd hij net ontslagen als klusjesman na een dispuut over de plaatsing van een televisie. Daniel en zijn vrouw Amanda hebben een grote autoketen opgebouwd. In het blok waar Johnny woont, komt tiener Miguel Diaz wonen tezamen met zijn oma en overbezorgde moeder. Miguel wordt al snel lastiggevallen door enkele pestkoppen. Johnny is hiervan getuige en start een karategevecht tegen de aanvallers, waarop hij wordt gearresteerd vanwege opzettelijke slagen en verwondingen. Door dit incident schrapt zijn stiefvader Sid Weinberg hem uit zijn testament, maar geeft Johnny ter compensatie wel een geldbedrag. In een dronken bui rijdt Johnny naar de All Valley Sports Arena waar hij het gebouw van de voormalige Cobra Kai-dojo bezoekt. Niet veel later wordt hij aangereden door een andere auto die vluchtmisdrijf pleegt. Tegen zijn wil in, wordt de auto getakeld naar het hoofdkantoor van Daniels bedrijf. Daar loopt hij Daniel tegen het lijf, die hij aanziet voor de persoon die verantwoordelijk is voor zijn miserabele leven. Daniel beschouwt Johnny als een oude vriend en repareert de auto op zijn kosten. Daar ontdekt Johnny dat Daniels dochter Samantha een van de passagiers in de wegvluchtende auto was. Johnny besluit om zijn leven weer op te nemen: met het geld van zijn stiefvader heropent hij Cobra Kai en neemt Miguel aan als zijn eerste leerling. |            |                        |                                  |                                                            |              |  |
| 2 | 2          | "Strike First"         | Jon Hurwitz & Hayden Schlossberg | Josh Heald, Jon Hurwitz, & Hayden Schlossberg              |              |  |
| Het gebouw waarin Cobra Kai zich bevindt, wordt afgekeurd door de inspectie. Hierdoor moet Johnny een grote renovatie uitvoeren alvorens hij officieel mag openen. Ondertussen start hij wel met de training van Miguel en plaagt hij hem vanwege zijn astma en lage zelfbeeld. Daniel achterhaalt dat zijn dochter Sam een relatie heeft met Kyler en nodigt hem uit voor het avondeten. Op school raakt Miguel bevriend met buitenstaanders Demetri en Eli. Hij voelt al snel iets voor Sam, maar merkt dan op dat Kyler degene is die hem aanviel. Johnny krijgt een telefoontje van school: zijn zoon Robby werd betrapt met MDMA. Daniel merkt de blauwe plekken op Kyler's lichaam. Nadat hij verneemt dat deze het gevolg zijn van een aanval van Johnny, rijdt Daniel naar hem toe. Johnny weerlegt het verhaal en zegt dat het Kyler en zijn vriendengroep waren die Miguel zonder reden aanvielen. |            |                        |                                  |                                                            |              |  |
| 3 | 3          | "Esqueleto"            | Jennifer Celotta                 | Josh Heald, Jon Hurwitz, & Hayden Schlossberg              |              |  |
| Johnny slaagt er niet in om leerlingen aan te werven. Daniel is - tot grote ergernis van Sam - opzichter tijdens het schoolbal. Hij betrapt er Sam en Kyler in een genante situatie. Miguel wil eerst niet gaan, maar Johnny overtuigt hem en bezorgt hem een "geraamte"-pak (hetzelfde als wat Johnny droeg in de film). Miguel overhoort Kyler en zijn vrienden en beseft daardoor dat Kyler Sam slechts als een lustobject ziet. Daarop valt Miguel hem aan met de weinige karate die hij reeds heeft geleerd. Hij wordt overmand door de groep en krijgt heel wat trappen te verwerken. Hij wordt gevonden door Johnny die pamfletten uitdeelt op het bal. |            |                        |                                  |                                                            |              |  |
| 4 | 4          | "Cobra Kai Never Dies" | Jennifer Celotta                 | Josh Heald, Jon Hurwitz, & Hayden Schlossberg              |              |  |
| Robby leeft van diefstallen. Hij is geschokt wanneer hij verneemt hoe zijn vader leerlingen tracht aan te werven. In een dronken bui bekladt Johnny een groot reclamebord van Daniel door er een grote penis op te schilderen met graffiti. Tijdens een bioscoopbezoek tracht Kyler op een eerder agressieve manier Sam seksueel te benaderen. Zij is niet opgezet met deze handeling, verlaat het complex en verbreekt haar relatie met Kyler. Johnny roept Robby op het matje omdat hij spijbelt, maar Robby geeft hem een koekje van eigen deeg: hij verliet zijn zoon op jonge leeftijd, keek nooit naar hem om en leeft zelf in miserabele omstandigheden. Johnny moet toegeven dat hij er nooit was voor zijn zoon, daarom tracht hij Miguel's moeder Carmen te overtuigen zodat Miguel weer karatelessen mag volgen. Daniel verneemt wie het reclamebord vandaliseerde. |            |                        |                                  |                                                            |              |  |
| 5 | 5          | "Counterbalance"       | Josh Heald                       | Josh Heald, Jon Hurwitz, & Hayden Schlossberg              |              |  |
| Miguel zijn karate vordert zienderogen. Daniel tracht het gebouw waarin Cobra Kai is gevestigd te kopen om het daarna af te breken, maar bedenkt zich omdat hij daardoor ook onschuldige winkeliers straft. Aisha Robinson wordt lid van Cobra Kai, ondanks Johnny eerder van mening was dat de sport niet voor meisjes is weggelegd. Kyler verspreidt leugens over Sam, waarop er weer een gevecht tussen Miguel en Kyler ontstaat, dat ditmaal wel door Miguel wordt gewonnen. Robby wil de band met zijn vader verbeteren en zoekt hem op, maar wanneer hij denkt dat Johnny een vader-zoonrelatie heeft met Miguel, bedenkt hij zich. Daniel bezoekt het graf van Mr. Miyagi en vraagt raad. Hij beseft dat zijn lessen over balans niet alleen van toepassing zijn op karate, maar op zowat alles in het leven. Robby wil zijn vader aantonen dat hij geen mislukkeling is en solliciteert naar een baan bij LaRusso Auto Group. |            |                        |                                  |                                                            |              |  |
| 6 | 6          | "Quiver"               | Josh Heald                       | Josh Heald, Jon Hurwitz, Hayden Schlossberg                |              |  |
| Daniel en Amanda trachten Sam ertoe over te halen haar karatelessen weer op te nemen. Het gevecht tussen Miguel en Kyler wordt gefilmd en gaat viraal. Daardoor staan er plotseling tientallen tieners aan Cobra Kai om zich in te schrijven. Johnny kan zijn oude gewoonten niet laten en vernedert heel wat mensen vanwege hun uiterlijk, onder wie Eli, die een schisis heeft. Miguel herinnert Johnny aan zijn eigen kindertijd waar hij verwaarloosd werd door zijn stiefvader. Johnny geeft toe dat hij te hard was voor de nieuwe leerlingen. Hij geeft dit ook toe tijdens de volgende les, maar voegt eraan toe dat het leven niet eerlijk is en dat men eventuele tegenslagen moet ondergaan en oplossen. Eerder onverwacht keert Eli terug: hij heeft een restyling ondergaan en heeft nu een grote hanenkam en een haviktatoeage op zijn rug. Vanwege de hanenkam krijgt hij de bijnaam "Hawk". Robby krijgt de baan bij LaRusso Auto Group en besluit bij Daniel karatelessen te volgen. |            |                        |                                  |                                                            |              |  |
| 7 | 7          | "All Valley"           | Steve Pink                       | Josh Heald, Jon Hurwitz, Hayden Schlossberg                |              |  |
| Johnny gebruikt pijnlijke methodes om zijn leerlingen te trainen. Op advies van Johnny vraagt Miguel Sam voor een afspraakje. Cobra Kai wordt niet toegelaten om deel te nemen aan het All Valley karatetoernooi. De dojo werd definitief verbannen na het incident uit 1985. Johnny verdedigt zich en overtuigt de meerderheid van het bestuur - waarvan Daniel ook lid is - dat Cobra Kai niet te vergelijken is met hoe Kreese het destijds aanpakte. Robby wil de bende waarvan hij lid is helpen om in te breken bij LaRusso Auto Group, maar bedenkt zich en verjaagt hen met zijn karate-kennis. |            |                        |                                  |                                                            |              |  |
| 8 | 8          | "Molting"              | Steve Pink                       | Josh Heald, Jon Hurwitz, Hayden Schlossberg, Stacey Harman |              |  |
| Nu Cobra Kai is toegelaten tot het toernooi wil Johnny meer trainingen waarbij hij ook meer onconventionele methodes gebruikt. Johnny wordt uitgenodigd om te dineren bij Carmen en leert zo meer over het leven van Miguel. Daardoor is hij vastberaden om Miguel op het juiste spoor te houden. Ook de band tussen Daniel en Robby verbetert, maar Robby verzwijgt opzettellijk wie zijn vader is. Miguel ziet Sam en Robby tezamen en maakt de verkeerde conclusie. Louie, een neef van Daniel, mengt zich in de vete en vernietigt de auto van Johnny. Johnny valt hem aan en kan Louie laten zeggen waar Daniel woont. |            |                        |                                  |                                                            |              |  |
| 9 | 9          | "Different but Same"   | Jon Hurwitz & Hayden Schlossberg | Josh Heald, Jon Hurwitz, & Hayden Schlossberg              |              |  |
| Een furieuze Johnny rijdt naar Daniel. Net wanneer een gevecht tussen beiden dreigt, komt Amanda tussenbeide en nodigt Johnny uit voor het ontbijt. Daniel besluit Louie te ontslaan en Johnny ter compensatie een auto cadeau te doen. Tegen de verwachtingen in wordt het een leuke dag waarbij ze van dezelfde muziek genieten, het oude appartement van Daniel bezoeken en herinneringen ophalen van de tijd voordat ze elkaar de eerste keer hebben ontmoet. Sam wordt gestraft nadat Amanda verneemt dat ze betrokken was in het vluchtmisdrijf. Daardoor moet ze haar apparaten inleveren waardoor ze de oproepen van Miguel mist. Robby kan Sam ongezien het huis uitsmokkelen en neemt haar mee naar een feestje waar ook een dronken Miguel is. Miguel start een gevecht en raakt daarbij onopzettelijk Sam. Daardoor beseft Sam dat haar vader gelijk had over Cobra Kai waarop ze haar relatie met Miguel verbreekt. Na hun gezamenlijke uitstap zet Johnny Daniel thuis af. Johnny is verbaasd dat hij er Robby aantreft en wordt ziedend wanneer hij verneemt dat Robby karatelessen volgt bij Daniel. Johnny valt Daniel aan en vernielt een van zijn trofees. Daniel is in shock dat Robby de zoon is van Johnny en dat Robby dat verborgen hield. Daarop ontslaat hij Robby. |            |                        |                                  |                                                            |              |  |
| 10 | 10         | "Mercy"                | Jon Hurwitz & Hayden Schlossberg | Josh Heald, Jon Hurwitz, & Hayden Schlossberg              |              |  |
| Het is de dag van de 50ste editie van het All Valley karatetoernooi. Cobra Kai neemt deel en hun ogen staan gericht op Miguel. Robby neemt ook deel, zonder een dojo te vertegenwoordigen. Hawk wordt gediskwalificeerd vanwege oneerlijk spel waarbij hij Robby's linkerschouder uit de kom haalt. Sam - die aan de kant van Miguel staat - beseft dat ze voor de verkeerde dojo supportert en gaat bij haar familie zitten. Ze beseft dat ze karate mist. Daniel tracht Robby's pijn te verzachten en beiden beslissen om het eerdere voorval te vergeten en om nu onder de naam "Miyagi-Do Karate" verder deel te nemen. Miguel misbruikt Robby's blessure om zo te winnen. Johnny realiseert zich dat zijn leermethode ertoe heeft geleid dat Miguel net niet won. Na de wedstrijd neemt Daniel Robby mee naar de voormalige woning van Mr. Miyagi en besluit hij hier een dojo te openen met dezelfde leertechnieken die Mr. Miyagi gebruikte. Johnny rijdt naar Cobra Kai en voert zich dronken omdat het resultaat van zijn aanpak hetzelfde resultaat heeft als de oude Cobra Kai. Onverwacht stapt Kreese het gebouw binnen en feliciteert Johnny met de heropstart van Cobra Kai en waarvoor de dojo staat. |            |                        |                                  |                                                            |              |  |

### Seizoen 2
| Nr. serie | Aflevering | Titel                 | Regisseur                        | Schrijver                                     | Uitzenddatum  |  |
| --- | ---------- | --------------------- | -------------------------------- | --------------------------------------------- | ------------- |  |
| 11 | 1          | "Mercy Part II"       | Jon Hurwitz & Hayden Schlossberg | Josh Heald, Jon Hurwitz, & Hayden Schlossberg | 24 april 2019 |  |
| Carmen, de moeder van Miguel, vindt dat haar zoon ruwer en onvriendelijker is geworden. Toch laat ze hem toe om nog karatelessen te volgen. Daniel wil een eigen dojo oprichten: Miyagi-Do Karate. Johnny is ontevreden over de technieken die Miguel en Hawk tijdens het toernooi gebruikten, hoewel hij hen deze wel zelf had aangeleerd en verplichtte te gebruiken. Johnny tracht zijn band met Robby te verbeteren, maar hij is van mening dat Daniel in die korte tijd een betere vader is geweest dan Johnny gedurende zijn leven. Johnny laat toe dat Kreese co-sensei wordt. |            |                       |                                  |                                               |               |  |
| 12 | 2          | "Back in Black"       | Jon Hurwitz & Hayden Schlossberg | Josh Heald, Jon Hurwitz, & Hayden Schlossberg | 24 april 2019 |  |
| Daniel start met de training van Sam en Robby in de nieuwe dojo, maar Amanda is van mening dat hij daardoor zijn baan als autoverkoper verwaarloost. Om Kreese te imponeren, laat Johnny zijn leerlingen een cementwagen ronddraaien op kracht van hun beenspieren. Daniel achterhaalt dat Robby alleen woont – zijn moeder is met een zoveelste vriend vertrokken – en vraagt om te komen inwonen. Op aanraden van Amanda gaat Daniel Johnny opzoeken in Cobra Kai om deze huisvestiging te bespreken. Hij ontmoet er alleen Kreese, die op een onbeschofte manier zijn condoleances overbrengt vanwege het overlijden van Mr. Miyagi en zegt dat een oorlog tussen Cobra Kai en Miyagi-Do onvermijdelijk is. |            |                       |                                  |                                               |               |  |
| 13 | 3          | "Fire and Ice"        | Jon Hurwitz & Hayden Schlossberg | Josh Heald, Jon Hurwitz, & Hayden Schlossberg | 24 april 2019 |  |
| Johnny schaft zich een laptop aan en vindt op YouTube een reclamefilmpje over Miyagi-Do waaruit blijkt dat Daniel gratis lessen geeft. Er melden zich bij Miyagi-Do twee kandidaten, maar nadat zij vernemen dat ze eerst auto's moeten wassen, vertrekken ze direct en gaan kijken bij Cobra Kai. Johnny vertelt Miguel dat zijn moeder stierf op de dag dat Robby werd geboren. Omdat hij schrik had of hij wel een goede vader zou zijn, ging hij zelfs niet naar de bevalling van Robby en verwaarloosde hij de jongen. Hij wil er daarom altijd zijn voor Miguel. Miyagi-Do geeft een demonstratie op een plaatselijk evenement, maar dit wordt overschaduwd door Cobra Kai dat met een imposante show opdraaft. |            |                       |                                  |                                               |               |  |
| 14 | 4          | "The Moment of Truth" | Jon Hurwitz & Hayden Schlossberg | Josh Heald, Jon Hurwitz, & Hayden Schlossberg | 24 april 2019 |  |
| Demetri sluit zich aan bij Miyagi-Do waardoor er een vete ontstaat tussen hem en Hawk. Tory wordt lid bij Cobra Kai en al snel blijkt zij evenwaardig te zijn aan Miguel. Miguel uit zijn bezorgdheden over de aanpak van Kreese, maar Johnny antwoordt dat iedereen een tweede kans verdient. De familie LaRusso gaat naar een strandbar waar Tory en Aisha ook aanwezig zijn. Daar heeft Tory een fles sterke drank gestolen, later is Sam er dan zeker van dat zij ook de portemonnee van haar moeder heeft gestolen. De echte daders blijken afkomstig uit de bende waar Robby vroeger toebehoorde. Robby tracht hen te overtuigen te stoppen met hun misdaden en om lid te worden van Miyago-Do. Hij wordt neergeslagen met een plank, maar Daniel vindt hem op tijd en schakelt de anderen uit met karate. De bendeleden worden overgeleverd aan de politie. |            |                       |                                  |                                               |               |  |
| 15 | 5          | "All In"              | Jon Hurwitz & Hayden Schlossberg | Josh Heald, Jon Hurwitz, & Hayden Schlossberg | 24 april 2019 |  |
| Demetri biecht op dat hij alleen maar karate wil volgen omdat hij gepest wordt door anderen. Hawk leest een recensie van Demetri die een zeer negatieve indruk van Cobra Kai geeft. Kreese stuurt Hawk en enkele anderen om wraak te nemen op Miyagi-Do door deze te vandaliseren. Carmen tracht Johnny ervan te overtuigen zijn vete met Daniel op te geven. De volgende dag ontdekt Daniel het vandalisme, waarbij ook Mr. Miyagi's eremedaille is gestolen. Hij rijdt naar Cobra Kai om Johnny hiermee te confronteren en die zegt nergens vanaf te weten. Dit leidt ertoe dat enkele leerlingen de overstap naar Miyagi-Do maken. |            |                       |                                  |                                               |               |  |
| 16 | 6          | "Take a Right"        | Jon Hurwitz & Hayden Schlossberg | Josh Heald, Jon Hurwitz, & Hayden Schlossberg | 24 april 2019 |  |
| Johnny laat zijn leerlingen strafoefeningen doen tot wanneer iemand opbiecht wie verantwoordelijk is voor het vandalisme bij Miyagi-Do. Wanneer hij tijdens die oefening telefoon krijgt, gebruikt Kreese die tijd om de daders te informeren te blijven zwijgen en dat hijzelf het probleem zal oplossen. Demetri en Robby zijn niet opgezet met "de overlopers van Cobra Kai", maar Daniel legt uit dat hijzelf ooit Mr. Miyagi verliet om een Cobra Kai te worden, maar inzag dat Cobra Kai slecht was. Volgens Daniel is het niet de leerling die slecht wordt, maar ligt het aan de sensei die hem opleidt. Johnny reist met zijn voormalige Cobra Kai-medeleerlingen Bobby en Jimmy naar San Bernardino waar Tommy terminaal ziek is. Met toestemming van het ziekenhuis nemen ze hem mee op een roadtrip met de motors, maar tijdens de reis sterft Tommy in zijn slaap. In deze tijdspanne neemt Kreese Cobra Kai over. Volgens Kreese is genade alleen van toepassing tijdens een toernooi, maar in het echte leven moet men tot het einde doorvechten. |            |                       |                                  |                                               |               |  |
| 17 | 7          | "Lull"                | Jon Hurwitz & Hayden Schlossberg | Josh Heald, Jon Hurwitz, & Hayden Schlossberg | 24 april 2019 |  |
| Kreese bezoekt Daniel en zegt "een eigen groep Cobra Kai" op te hebben gericht dewelke hij aan het trainen is "voor de oorlog". Johnny neemt zijn leerlingen mee naar Coyote Creek voor een "dassenroof" waarbij alles is toegelaten. Johnny maakt zich zorgen over de agressiviteit van Tory. Miguel ontdekt dat Hawk de eremedaille van Mr. Miyagi draagt en achterhaalt zo dat hij een van de vandalen is. Miguel overmant Hawk waarbij hij de eremedaille ook van diens nek rukt. Net op het moment Miguel zich winnaar waant, wordt hij overmeesterd door Stingray. Johnny waarschuwt Miguel zich niet te laten overhalen door de invloed van Kreese. Miguel rijdt naar het huis van de familie LaRusso en overhandigt de medaille aan Robby. Uit vrees dat hijzelf gezien wordt als een mededader en het feit hij net een relatie heeft gestart met Sam, legt hij de medaille in de tuin, waar deze de volgende dag tijdens de karateles wordt gevonden. Johnny beseft dat Kreese totaal niet is veranderd en verbant hem uit Cobra Kai. |            |                       |                                  |                                               |               |  |
| 18 | 8          | "Glory of Love"       | Jon Hurwitz & Hayden Schlossberg | Josh Heald, Jon Hurwitz, & Hayden Schlossberg | 24 april 2019 |  |
| Nu Kreese weg is, geeft Johnny zijn leerlingen les in vergeving en eer. Johnny is teleurgesteld wanneer Carmen een vriend blijkt te hebben. In een bar overhoort Johnny een gesprek tussen die man en zijn vrienden waarin hij zegt Carmen te dumpen nadat ze gemeenschap hebben gehad. Een furieuze Johnny slaat de man buiten in elkaar en maant hem aan nooit nog in zijn of Carmen's buurt te komen. Robby en Sam gaan naar een rolschaatsbaan waar Tory blijkt te werken. Er ontstaat een spanning tussen Sam en Tory waardoor Sam en Robby het complex worden uitgezet. Johnny vraagt Carmen om op date te gaan. |            |                       |                                  |                                               |               |  |
| 19 | 9          | "Pulpo"               | Jon Hurwitz & Hayden Schlossberg | Josh Heald, Jon Hurwitz, & Hayden Schlossberg | 24 april 2019 |  |
| Onverwacht staat Shanon, de moeder van Robby, in de woonkamer van de familie LaRusso. Ze verontschuldigt zich voor haar gedrag. Ze werd gedumpt en beseft dat ze iets moet doen aan haar alcoholisme waardoor ze naar een afkickcentrum gaat. Moon geeft een feestje waarop zowel leden van Cobra Kai als Miyagi-Do zijn. Er ontstaan weer spanningen wanneer Sam Tory verslaat in een drankspel. Een dronken Sam kust Miguel wat Tory vanuit het keukenraam heeft gezien. Een gefrustreerde Demetri geeft een "stand-upcomedy show" over het leven van Hawk voordat hij karate volgde. Deze incidenten leiden bijna tot een gevecht, maar het feest wordt abrupt gestopt wanneer de politie arriveert en iedereen wegvlucht. Johnny en Carmen hebben een tafel gereserveerd in een restaurant maar tot zijn frustratie blijkt dat Daniel en Amanda aan de tafel ernaast zitten. Totaal onverwacht wordt het een eerder leuke avond waarop Johnny zegt dat Kreese voorgoed weg is. Hij waardeert het ook dat Daniel Robby ertoe heeft kunnen bewegen terug naar school te gaan. 's Nachts belt Robby bij Johnny aan met een dronken Sam en vraagt of ze er kunnen overnachten. |            |                       |                                  |                                               |               |  |
| 20 | 10         | "No Mercy"            | Jon Hurwitz & Hayden Schlossberg | Josh Heald, Jon Hurwitz, & Hayden Schlossberg | 24 april 2019 |  |
| Daniel achterhaalt via de "zoek mijn iPhone"-functie waar de telefoon van Sam is en komt zo bij Johnny's appartement terecht. Er ontstaat een gevecht tussen Daniel en Johnny, waardoor Robby besluit weer de band met zijn vader te verbreken. Tory overmeestert op school een secretaresse en zegt over de intercom dat Sam zal boeten omdat ze Miguel heeft gekust. Er ontstaat in de schoolgangen een gevecht tussen beiden wat escaleert in een gevecht tussen Cobra Kai en Miyagi-Do. Sam kan Tory overmeesteren. Miguel wint het gevecht met Robby, maar denkt daarbij aan de les van Johnny betreffende genade, en lost hem. Robby gaat opnieuw in de aanval en gebruikt daarbij een karateslag waardoor Miguel onbedoeld over de balustrade valt en enkele verdiepingen lager te pletter valt, waarbij hij onderweg met zijn rug ook nog tegen een trapleuning klettert. De Cobra Kai-dojo stelt Johnny verantwoordelijk omdat hij hen aanleerde genade te tonen waardoor zij Kreese hebben aangesteld als hun enige leraar. Daarbij komt dat Johnny slechts een mondelinge huurovereenkomst had en dat Kreese de eigenaar zover heeft gekregen een huurovereenkomst op papier met hem aan te gaan. In de spoedafdeling van het ziekenhuis wordt een comateuze Miguel opgenomen. |            |                       |                                  |                                               |               |  |

### Seizoen 3
| Nr. serie | Aflevering | Titel                               | Regisseur                        | Schrijver                                     | Uitzenddatum   |  |
| --- | ---------- | ----------------------------------- | -------------------------------- | --------------------------------------------- | -------------- |  |
| 21 | 1          | "Aftermath"                         | Jon Hurwitz & Hayden Schlossberg | Josh Heald, Jon Hurwitz, & Hayden Schlossberg | 1 januari 2021 |  |
| Johnny verwondt zichzelf meermaals opzettelijk zodat hij via de spoeddienst Miguel kan bezoeken. Op school is er een anti-contact verbod in werking gesteld. Sam krijgt paniekaanvallen als gevolg van haar gevecht met Tory. Tory en Robby worden van school geschorst waarbij de laatstgenoemde op de vlucht is met een wagen die hij stal in de zaak van Daniel. Daniel en Johnny werken samem om Robby te zoeken. Miguel ontwaakt uit zijn coma. |            |                                     |                                  |                                               |                |  |
| 22 | 2          | "Nature Vs. Nurture"                | Jon Hurwitz & Hayden Schlossberg | Josh Heald, Jon Hurwitz, & Hayden Schlossberg | 1 januari 2021 |  |
| Daniel en Johnny bezoeken Shannon in de afkickkliniek. Zij vermoedt dat Robby zich verschuilt bij zijn voormalige bende. De gestolen auto wordt gevonden en zo komen Johnny en Daniel in contact met twee bendeleden die ondertussen in de gevangenis zitten. Johnny bezoekt Miguel maar hij wil Johnny niet spreken omdat hij zich verraden voelt. Daniel komt te weten dat Robby Shannon opzoekt en licht de politie in zodat Robby zichzelf kan aangeven wat tot strafvermindering zal leiden. Robby voelt zich verraden en verbreekt elk contact met Daniel. Kreese valt de huurbaas van Tory aan zodat zij en haar moeder uitstel van betaling van de huur krijgen. Hij smijt ook alle leden uit Cobra Kai die weigeren een levende hamster te voederen aan een cobra. |            |                                     |                                  |                                               |                |  |
| 23 | 3          | "Now You're Gonna Pay"              | Jon Hurwitz & Hayden Schlossberg | Josh Heald, Jon Hurwitz, & Hayden Schlossberg | 1 januari 2021 |  |
| Johnny gaat op zoek hoe aan geld te geraken om Miguel zijn operatie te financieren. De leerlingen van Miyagi-Do organiseren een benefiet in de vorm van een "car wash", maar het geld wordt 's avonds gestolen door leden van Cobra Kai. Johnny zoekt zijn stiefvader op, maar omdat laatste weigert geld te geven, steelt Johnny er een waardevol standbeeld. Tom Cole, een concurrent van Daniel, heeft auto-importeur Doyona International ingelicht over het schoolgevecht waardoor de importeur zijn samenwerking met Daniel opzegt. Hierdoor is Daniel genoodzaakt om af te reizen naar Tokio voor onderhandelingen. Sam bereidt haar medeleerlingen voor op een gevecht met Cobra Kai. Johnny mist zijn bezoek aan Robby in de jeugdgevangenis. |            |                                     |                                  |                                               |                |  |
| 24 | 4          | "The Right Path"                    | Jon Hurwitz & Hayden Schlossberg | Josh Heald, Jon Hurwitz, & Hayden Schlossberg | 1 januari 2021 |  |
| Doyona International hun besluit staat vast. Daniel reist naar Tomi Village, de geboortestad van Mr. Miyagi, op Okinawa, maar het dorp werd afgebroken ten voordele van een groot winkelcentrum. Hij ontmoet er zijn voormalige vriendin Kumiko, maar ook zijn rivaal Chozen met wie hij destijds een gevecht had op "leven of dood" waarbij Daniel Chozen spaarde. Johnny zoekt Robby op tijdens diens gemeenschapswerk, maar wordt afgewezen. Op school lokt Hawk allerlei incidenten uit waarbij alleen leden van Miyagi-Do worden gestraft. Johnny is het niet eens met de werkmethode van Miguel's kinesist en kan Carmen ertoe overhalen zijn methode eveneens een kans te geven. |            |                                     |                                  |                                               |                |  |
| 25 | 5          | "Miyagi-Do"                         | Jon Hurwitz & Hayden Schlossberg | Josh Heald, Jon Hurwitz, & Hayden Schlossberg | 1 januari 2021 |  |
| Nadat Miyagi-Do leerling Chris door leden van Cobra Kai wordt aangevallen, is er een wraakgevecht in het pretpark waarbij Hawk de arm van Demetri opzettelijk breekt. Chozen leert Daniel enkele gevechtstechnieken waarbij een slag op bepaalde drukpunten leidt tot een tijdelijke verlamming van de arm of het been. Daniel ontmoet ook Yuna, het meisje dat hij destijds redde tijdens een tyfoon. Zij is nu vicepresident van de verkoopafdeling van Doyona International. Zij wil nu Daniel bedanken voor haar redding destijds en trekt de beslissing om de samenwerking met LaRusso Auto Group te stoppen in. Met de smoes dat Miguel een Make-A-Wish-kind is, kan Johnny hem binnensmokkelen op een optreden van Dee Snider. Tijdens dat concert merkt Johnny op dat Miguel zijn voet kan bewegen op het ritme van de muziek. Amanda eist dat Kreese zijn leerlingen verbiedt om Miyagi-Do leerlingen opzettelijk aan te vallen. Johnny aanvaardt Ali's vriendschapsverzoek op Facebook. |            |                                     |                                  |                                               |                |  |
| 26 | 6          | "King Cobra"                        | Jon Hurwitz & Hayden Schlossberg | Josh Heald, Jon Hurwitz, & Hayden Schlossberg | 1 januari 2021 |  |
| Kreese overhaalt verschillende jeugdige atleten om lid te worden van Cobra Kai waaronder ook Kyler. Daniel en Amanda dienen bij de politie klacht in, maar blijkbaar heeft Kreese al een klacht tegen hen ingediend. Daarop smeden Daniel en Amanda een plan om Armand Zarkarian - de eigenaar van het gebouw waarin Cobra Kai gehuisvest is - om te kopen zodat hij zijn huurcontract met Kreese stopt. Armand komt zijn afspraak niet na en uit wraak laat Kreese een cobra los in de autozaak van Daniel. Miguel helpt Johnny met de opmaak van zijn Facebook-pagina. Tory stopt haar relatie met Miguel omdat Miguel niet wil dat er wraakacties worden opgericht tegen Miyagi-Do. Een kwade Miguel belt Johnny op. Tijdens het telefoongesprek is hij onbewust rechtgestaan. |            |                                     |                                  |                                               |                |  |
| 27 | 7          | "Obstáculos"                        | Jon Hurwitz & Hayden Schlossberg | Josh Heald, Jon Hurwitz, & Hayden Schlossberg | 1 januari 2021 |  |
| Sam heeft een nachtmerrie waarin Tory haar tracht te verdrinken in de vijver van Miyagi-Do. Na een zware training kan Miguel weer stappen. Daniel brengt de dag door met zijn dochter waarbij zij opbiecht paniekaanvallen te hebben. Miguel verneemt op school over het incident tussen Cobra Kai en Demetri en verbreekt daarop zijn contact met alle leden van Cobra Kai. Johnny kan Miguel en de leerlingen die eerder door Kreese werden ontslagen overtuigen om lid te worden van zijn nieuwe dojo: Eagle Fang Karate. |            |                                     |                                  |                                               |                |  |
| 28 | 8          | "The Good, The Bad, and the Badass" | Jon Hurwitz & Hayden Schlossberg | Josh Heald, Jon Hurwitz, & Hayden Schlossberg | 1 januari 2021 |  |
| Amanda komt terug op haar beslissing, waardoor Miyagi-Do wordt heropend. In de nasleep van het schoolgevecht besluit het gemeentebestuur om het All Valley-karatetoernooi te schrappen. Daniel, Kreese en Johnny trachten via de gemeenteraad die beslissing ongedaan te maken, maar wanneer er onderling een woordengevecht ontstaat, blijft het gemeentebestuur bij hun beslissing. Miguel treedt onverwacht naar voren en kan tezamen met Sam hun visie over karate en de wedstrijd uitleggen waardoor de wedstrijd alsnog zal doorgaan. Na de vergadering geven Miguel en Sam een vriendschappelijke knuffel, wat door Robby verkeerd wordt geïnterpreteerd. Hij denkt dat Sam en Miguel opnieuw een koppel zijn, iets waarvoor Tory hem eerder heeft gewaarschuwd. Daarop besluit Robby om Kreese op te zoeken. Johnny wil zijn relatie met Carmen een nieuwe kans geven. |            |                                     |                                  |                                               |                |  |
| 29 | 9          | "Feel The Night"                    | Jon Hurwitz & Hayden Schlossberg | Josh Heald, Jon Hurwitz, & Hayden Schlossberg | 1 januari 2021 |  |
| Ali, de ex-vriendin van zowel Johnny als Daniel, keert tijdens de feestdagen naar Los Angeles en ontmoet er Johnny. De Cobra Kai-leerlingen aanvaarden Robby niet tot wanneer hij een cobra steelt in de dierentuin en deze aan Kreese overhandigt tijdens de les. Miguel ontdekt de werkelijke pesterijen die Daniel destijds onderging van Cobra Kai. Sam en Miguel komen tot de conclusie dat Miyagi-Do en Eagle Fang moeten samensmelten om zo Cobra Kai te kunnen verslaan. Ze herstarten ook hun relatie. Ali nodigt Johnny uit op een kerstfeest. |            |                                     |                                  |                                               |                |  |
| 30 | 10         | "December 19"                       | Jon Hurwitz & Hayden Schlossberg | Josh Heald, Jon Hurwitz, & Hayden Schlossberg | 1 januari 2021 |  |
| Blijkbaar heeft Ali op dat kerstfeest ook afgesproken met Daniel en Amanda. Ali en Amanda doen Daniel en Johnny inzien dat ze hun vetes moeten stoppen en dat ze veel meer gemeen hebben dan ze willen toegeven. Sam en Miguel organiseren thuis ook een kerstfeest waarbij naast de leden van Miyagi-Do ook deze van Eagle Fang aanwezig zijn om hen te overtuigen dat een samenwerking noodzakelijk is. Tijdens dat feestje valt Cobra Kai het pand binnen en er start een groot gevecht. Miguel verslaat Kyler. Hawk wordt aangehaald om de arm van Demetri nogmaals te breken, maar hij ziet in dat Cobra Kai slecht is en wisselt van kant. Sam verslaat Tory. Johnny zoekt Carmen op en vindt er een gehandhaafde Miguel. Daarop zoekt hij Kreese op waarbij hij in een gevecht zijn zoon onopzettelijk buiten bewustzijn slaat. Er start een gevecht tussen Kreese en Johnny waarbij de laatstgenoemde dreigt te stikken. Op dat ogenblik arriveert Daniel die Kreese uitschakelt met de technieken die hij van Chozen leerde. Daniel en Johnny eisen dat Kreese zijn dojo onmiddellijk sluit. Kreese doet een tegenaanbod zoals Mr. Miyagi destijds ook deed: het karate-toernooi zal uitsluitsel geven. Als Cobra Kai verliest, zal Kreese vertrekken. In het andere geval moeten Miyagi-Do en Eagle Fang sluiten. De drie gaan akkoord. Daarop belt Kreese naar een oude oorlogskameraad wiens leven hij destijds redde, Terry Silver. De volgende dag start de eerste gezamenlijke training van Miyagi-Do en Eagle Fang. |            |                                     |                                  |                                               |                |  |

### Seizoen 4
| Nr. serie | Aflevering | Titel               | Regisseur                        | Schrijver                        | Uitzenddatum     |  |
| --- | ---------- | ------------------- | -------------------------------- | -------------------------------- | ---------------- |  |
| 31 | 1          | "Let's Begin"       | Jon Hurwitz & Hayden Schlossberg | Jon Hurwitz & Hayden Schlossberg | 31 december 2021 |  |
| Miyagi-Do en Eagle Fang beginnen hun gezamenlijke training, maar al snel komt het tot een dispuut tussen Daniel en Johnny. Daniel wil namelijk dat Eagle Fang hun naam opgeeft ten voordele van Miyagi-Do waardoor de samenwerking stopt, maar al snel zien ze in dat dat een verkeerde keuze is. Kreese overhaalt Robby om lid te worden van Cobra Kai waarop Robby diens leden de technieken van Miyagi-Do aanleert. Tevens tracht Kreese om Terry Silver te overhalen medesensei te worden, maar Terry weigert. Hawk - nu lid van Eagle Fang - wordt door zowel Miyagi-Do als zijn eigen medeleerlingen genegeerd totdat hij op het idee komt om met z'n allen een nieuwe trainingsvloer in openlucht aan te leggen. Carmen zet haar relatie met Johnny "on hold". |            |                     |                                  |                                  |                  |  |
| 32 | 2          | "First Learn Stand" | Jon Hurwitz & Hayden Schlossberg | Joe Piarulli & Luan Thomas       | 31 december 2021 |  |
| Nieuwe scholier Kenny Payne wordt al van zijn eerste dag gepest door zijn klasgenoten, waaronder Anthony LaRusso. Daarom zoekt de jongen zijn broer Shawn op in de gevangenis voor raad. Shawn verwijst hem door naar Robby. Door toedoen van Amanda verliest Tory onbedoeld haar baan. Daniel volgt een dag "Eagle Fang"-karate bij Johnny en de dag erna volgt Johnny "Miyagi-Do"-karate. |            |                     |                                  |                                  |                  |  |
| 33 | 3          | "Then Learn Fly"    | Marielle Woods                   | Michael Jonathan Smith           | 31 december 2021 |  |
| Daniel en Johnny leren hun leerlingen beide karatestijlen. Omdat Kenny niet bij Cobra Kai wordt aangenomen, leert Robbie hem enkele karateslagen. Terry besluit toch medesensei te worden van Cobra Kai. Johnny en Carmen herstarten hun relatie. Kenny kan Kreese er alsnog toe overhalen lid van Cobra Kai te worden. |            |                     |                                  |                                  |                  |  |
| 34 | 4          | "Bicephaly"         | Marielle Woods                   | Stacey Harman                    | 31 december 2021 |  |
| Johnny vindt dat Daniel te veel tijd en aandacht schenkt aan Miguel: zo leert hij de jongen onder andere autorijden. Kenny komt enkele leden van Miyagi-Do en Eagle Fang tegen: zij raden hem aan om Cobra Kai te verlaten. Tory heeft een nieuwe baan gevonden: verkleed als sprookjesfiguur amuseert ze kinderen in een zaak die feestjes organiseert. Sam en Amanda zijn uitgenodigd op zo'n kinderfeestje. Vanwege hatelijke opmerkingen van Sam neemt Tory een niet-toegestane pauze, waardoor ze nogmaals haar baan verliest. Johnny en Carmen zoeken een manier en tijdstip om hun relatie kenbaar te maken aan Miguel. Tijdens een drive-in-voorstelling komt het bijna tot een gevecht tussen Cobra Kai enerzijds en Miyagi-Do en Eagle Fang anderzijds, maar Miguel kan het nakende gevecht voorkomen door Cobra Kai naar een sportveld te sturen. Daar worden de leden van Cobra Kai volledig nat door de sprinklers. |            |                     |                                  |                                  |                  |  |
| 35 | 5          | "Match Poin"        | Joel Novoa                       | Bob Dearden                      | 31 december 2021 |  |
| Kreese tracht Johnny te overtuigen dat hij door Daniel als ondergeschikt wordt behandeld. Terry stelt Daniel en Johnny voor dat er geen incidenten meer mogen gebeuren tussen Cobra Kai en Miyagi-Do/Eagle Fang. Doch uit wraak van het sprinklerincident overmeestert Cobra Kai Hawk en scheert diens hanenkam af. Daniel vertelt Johnny over zijn ervaringen met Terry en stelt daarom voor dat hijzelf de training overneemt. Omdat Johnny niet akkoord is, gaan ze een weddenschap aan: degene die tijdens een karategevecht het eerst drie punten scoort, zal de leerlingen verder trainen. Het gevecht eindigt met een gelijke stand waarop de samenwerking tussen Miyagi-Do en Eagle Fang wordt stopgezet. |            |                     |                                  |                                  |                  |  |
| 36 | 6          | "Kicks Get Chicks"  | Joel Novoa                       | Mattea Greene                    | 31 december 2021 |  |
| De organisatie van het All-Valley-karatetornooi voert enkele wijzigingen door. Zo komt er een extra divisie voor vrouwen en een extra divisie voor individuele karate-skills. Eagle Fang is hiermee niet opgezet omdat er geen vrouwelijke leden zijn en zodoende in die categorie sowieso niet kunnen winnen, vandaar dat ze een onsuccesvolle zoektocht starten. Alleen Piper heeft interesse, maar sluit zich uiteindelijk aan bij Cobra Kai. Tory wil terug naar school, maar daarvoor moet Amanda haar goedkeuring geven. Hawk is zijn zelfvertrouwen kwijt en stopt met karate. Op aanraden van Miguel herstart Johnny zijn zoektocht naar vrouwelijke leden. Demetri kan Hawk overtuigen om lid te worden van Miyagi-Do. |            |                     |                                  |                                  |                  |  |
| 37 | 7          | "Minefields"        | Tawnia McKiernan                 | Bill Posley                      | 31 december 2021 |  |
| Miguel achterhaalt dat Johnny en Carmen een relatie hebben. Na de gymles steelt Anthony de kleren van Kenny, waaronder diens Cobra Kai-shirt. Daniel vindt de kledij en ondervraagt Anthony. Anthony laat uitschijnen dat hij degene is die wordt gepest. Kreese en Terry trainen hun leerlingen zodat ze de gebreken van de tegenstander gebruiken in hun voordeel. Miyagi-Do start met de wapentraining, wat een onderdeel is tijdens het tornooi. Johnny heeft een leerlinge gevonden: Devon Lee. Miguel vindt dat Johnny hem tijdens de lessen anders behandeld vanwege de relatie met Carmen. Sam besluit om zowel Miyagi-Do- als Karate-Fangtraining te volgen. Anthony en enkele medeleerlingen worden geschorst vanwege hun pestgedrag richting Kenny. |            |                     |                                  |                                  |                  |  |
| 38 | 8          | "Party Time"        | Tawnia McKiernan                 | Joe Piarulli & Luan Thomas       | 31 december 2021 |  |
| Stingray komt onder voorwaarden vrij uit de gevangenis en wil weer lid van Cobra Kai worden, wat zowel door Kreese als Terry wordt geweigerd. Sam en Miguel gaan naar het eindejaarsbal, waar er spanningen ontstaan tussen hen en Robby en Tory. Terry wil Cobra Kai verhuizen naar de originele locatie. Johnny verneemt dat Robby heel wat geld heeft gekregen van Terry om te spenderen op het eindejaarsbal. Vanessa - een nichtje van Daniel die voor psychologie studeert - is van mening dat het gedrag van Anthony te wijten is aan de opvoeding van zijn ouders. Terry valt Johnny aan, maar Kreese beveelt hem te stoppen ondanks hun motto: "Geen genade". Stingray organiseert een fuif bij hem thuis waar een gevecht ontstaat tussen Sam en Miguel enerzijds en Tory en Robby anderzijds. Johnny verklaart Miguel dat hij een vaderfiguur voor hem wil zijn, maar noemt hem per ongeluk Robby. Een dronken Terry slaat Stingray grondig door elkaar. |            |                     |                                  |                                  |                  |  |
| 39 | 9          | "The Fall"          | Josh Heald                       | Michael Jonathan Smith           | 31 december 2021 |  |
| Het is de dag van het karate-tornooi waar Carrie Underwood een muzikaal optreden geeft. De senseis geven hun leerlingen nog wat peptalk. Na de individuele karatetechnieken staat Eagle Fang op de zesde plaats, Miyagi-Do op de tweede en Cobra Kai als eerste. Tijdens de kwartfinales wordt Devon uitgeschakeld door Tory. Daniel merkt op dat Cobra Kai zijn technieken gebruikt en spreekt Robby hierover aan. Eli wint van Kyler en Sam van Piper. Kenny wordt door Robby uitgeschakeld nadat hij zijn neus breekt. Miguel neemt het op tegen Eli maar het gevecht wordt gestaakt nadat Miguel plots een rugblessure oploopt. |            |                     |                                  |                                  |                  |  |
| 40 | 10         | "The Rise"          | Josh Heald                       | Bob Dearden                      | 31 december 2021 |  |
| Stingray ontwaakt in het ziekenhuis uit een coma. Miguel heeft een verrekte rugspier. Anthony verontschuldigt zich bij Kenny voor zijn gedrag, maar Kenny blijft hem kleineren. Dit wordt opgemerkt door Robby die de twee uit elkaar haalt. Daarbij waarschuwt Kenny dat Anthony nooit veilig voor hem zal zijn. Miguel is spoorloos waardoor hij zijn gevecht verliest. Daardoor is het finalegevecht tussen Eli en Robby. Daniel moedigt Eli aan om zijn Cobra Kai-technieken ook te gebruiken. Robby wordt tijdens het gevecht even afgeleid door Kenny – waarbij hij zich diens laatste woorden weer herinnert – en verliest daardoor. Terry wil dat Tory het gevecht vies speelt, maar Kreese wil dat niet. Tory wint het gevecht – ondanks dat ze een fout maakte die door de scheidsrechter niet werd afgekeurd – waardoor Cobra Kai algemene winnaar is van het All Valley-tornooi. Terry kondigt tijdens de uitreiking aan dat hij een imperium van Cobra Kai-dojo's gaat oprichten. Daniel licht het publiek toe dat zijn leerlingen zover zijn geraakt door ook technieken te gebruiken van Eagle Fang en eert daarbij Johnny. Tory ontdekt dat ze won omdat Terry de scheidsrechter omkocht. Robby kan de laatste woorden van Kenny tegen Anthony niet uit zijn hoofd zetten en zoekt zijn vader op. De twee leggen het bij. Terry doet Kreese in de val lopen waardoor Kreese door de politie wordt opgepakt voor de aanval op Stingray. Miguel trekt naar Mexico om zijn biologische vader te zoeken. Daniel overhaalt Chozen om voor eens en altijd Cobra Kai op te doeken. |            |                     |                                  |                                  |                  |  |

### Seizoen 5
| Nr. serie | Aflevering | Titel                    | Regisseur                    | Schrijver                  | Uitzenddatum     |  |
| --- | ---------- | ------------------------ | ---------------------------- | -------------------------- | ---------------- |  |
| 41 | 1          | Long, Long Way from Home | Joel Novoa & Steven Tsuchida | Michael Jonathan Smith     | 9 september 2022 |  |
| Silver neemt zowat alle dojo's in de omgeving over en brengt deze onder in zijn Cobra Kai-imperium. Miyagi-Do wordt opgedoekt zoals Daniel had beloofd. Chozen herkent de stijl van Silver: deze is van Kim Sun-yung. Chozen infiltreert door sensei te worden in een van Silver's dojo's. Robby vindt zijn vader in Mexico: hij is hertrouwd en heeft een kind. Johnny en Robby reizen Miguel achterna en worden slachtoffers van zakkenrollers. |            |                          |                              |                            |                  |  |
| 42 | 2          | Molé                     | Steven Tsuchida              | Joe Piarulli & Luan Thomas | 9 september 2022 |  |
| De wagen van Johnny en Robby wordt gestolen. Om deze terug te krijgen, moeten ze deelnemen aan een Spaanse peper-eetwedstrijd wat Robby wint. Hij geeft later toe aan Johnny dat hij in de laatste ronde snoep at. Miguel ontdekt dat zijn vader niet afweet van zijn bestaan, maar ook dat hij een gezochte crimineel is. Hij beseft dat zijn moeder de waarheid sprak en vertrekt met Johnny en Robbie die hij op straat ontmoet. Tory spreekt Silver aan over het feit dat ze weet dat hij de scheidsrechter omkocht en dat de reden is waarom Cobra Kai het “All Valley”-tornooi won. Silver achterhaalt dat Chozen een infiltrant is. |            |                          |                              |                            |                  |  |
| 43 | 3          | Playing with Fire        | Marielle Woods               | Mattea Greene              | 9 september 2022 |  |
| Eenmaal thuis verneemt Johnny dat Carmen zwanger is. Omdat hij niet dezelfde fout wil maken als bij Robby volgt hij online cursussen hoe een baby te verzorgen en ruimt hij zijn appartement op. Daniel en Chozen zoeken Mike Barnes op, een voormalige medewerker van Cobra Kai. Hij wil niets meer met Silver te maken hebben, maar geef hen het telefoonnummer van Silver's voormalige advocaat. Nadat Silver dat ontdekt, brandt hij de meubelzaak van Barnes af. |            |                          |                              |                            |                  |  |
| 44 | 4          | Downward Spiral          | Steve Pink                   | Ashley Darnall             | 9 september 2022 |  |
| Johnny start als zelfstandig chauffeur voor personenvervoer, maar door zijn ruwe rijstijl, vieze auto, luide muziek en arrogantie krijgt hij slechte recensies. Hij wil al snel opgeven, maar verandert van mening na een gesprek met een pandjeshandelaar die zijn werk alleen doet om voor zijn gezin te kunnen zorgen. In een waterpretpark komt het tot een gevecht tussen Cobrai Kai- en Miyagi-Do-leerlingen. Robby smeekt Tory om Cobra Kai te verlaten omdat Silver hen hersenspoelt. Tory weigert, dus verbreekt Robby hun relatie. Daniel en Amanda gaan naar een verkoop-per-opbod voor het goede doel. Zij heeft bijbedoelingen en wil een functie bemachtigen binnen het bestuur van deze liefdadigheidsgroep. De verkoop blijkt door te gaan in de villa van Silver. De gemoederen laaien op en Amanda wordt door Silver openlijk vernederd. Amanda is de vete tussen Silver en Daniel beu en vertrekt met de kinderen naar haar moeder. |            |                          |                              |                            |                  |  |
| 45 | 5          | Extreme Measures         | Jennifer Celotta             | Bob Dearden                | 9 september 2022 |  |
| Daniel vindt in zijn brievenbus een knipsel uit een krant waarin wordt geïmpliceerd dat Stingray loog op het proces en Kreese onterecht in de gevangenis zit. Hij en Chozen zoeken Stingray op die nu een luxueus leven leidt: hij woont in een grote villa, bezit een dure wagen. Stingray ontkent dat hij loog en dat hij rijk werd door puur geluk. Johnny tracht Miguel en Robby op allerhande manieren samen te brengen, wat mislukt. Uiteindelijk laat hij hen vechten, maar dat loopt bijna af op een fatale val. Doch dat laatste doet hen beseffen dat ze geen rivalen mogen zijn. Johnny verklapt dat Carmen zwanger is, wat door hen positief wordt onthaald. Amanda hoort van haar nicht Jessica hoe Silver Daniel behandelde in 1985. Dat doet haar inzien waarom er zo'n grote vete is tussen Daniel en Silver. Ze keert terug naar huis, waar ze een gewonde Daniel ontmoet. Hij werd door de senseis van Cobra Kai hardhandig aangepakt omdat Silver achterhaalde dat hij Stingray opzocht. Tory - die het krantenartikel afleverde - gaat op bezoek bij Kreese en ze stellen een plan op om Silver van zijn troon te stoten. |            |                          |                              |                            |                  |  |
| 46 | 6          | Ouroboros                | Joel Novoa                   | Michael Jonathan Smith     | 9 september 2022 |  |
| Silver neemt senseis aan uit Zuid-Korea die werden getraind door de kleindochter van Kim Sun-yung. Ze nemen Topanga Karate over en alzo wordt Devon Lee lid van Cobra Kai. Kreese wordt in de gevangenis gepest, maar hij laat zich doen. Zo hoopt hij vroegtijdig vrij te komen wegens "goed gedrag", maar wanneer dat wordt afgewezen, pakt hij zijn pesters hardhandig aan en krijgt zo hun respect. Amanda gaat met Daniel naar het voormalige huis van meneer Miyagi, waar Robby hen opwacht. Ook andere voormalige leden van Miyagi-Do en Eagle Fang zijn aanwezig. Daardoor wordt er besloten om te vechten om Cobra Kai ten onder te brengen. |            |                          |                              |                            |                  |  |
| 47 | 7          | Bad Eggs                 | Joel Novoa                   | Joe Piarulli & Luan Thomas | 9 september 2022 |  |
| Daniel en Johnny bezoeken Kreese in de gevangenis en komen de ware toedracht van Silver te weten: hij wil Cobra Kai laten meedoen aan het prestigieuze Sekai Taikai-tornooi. Als ze daar een goede indruk maken, kan Silver wereldwijd Cobra Kai-dojo's openen. Chozen geeft die dag les: hij geeft elk lid een ei dat ze moeten beschermen. Chozen kan elk ei vernietigen. Anthony merkt op dat ze verloren omdat ze niet samenwerkten als een groep. Ze herzien hun tactiek waardoor ze de tweede ronde wel winnen. |            |                          |                              |                            |                  |  |
| 48 | 8          | Taikai                   | Marielle Woods               | Ashley Darnall             | 9 september 2022 |  |
| Tory gaat naar Kreese om hun plan verder te bespreken, maar hij besluit niet langer zijn medewerking te verlenen. Cobra Kai krijgt inspectie van Sekai Taikai-afgevaardigden. De inspectie wordt verstoord door Johnny, Daniel en Chozen: zij willen dat Miyagi-Do/Eagle Fang ook deelneemt aan de wedstrijd. De afgevaardigden zijn onder de indruk van beide dojo's en willen via een gevecht laten beslissen welke dojo mag gaan. In het mannengevecht wint Kenny van Eli door gebruik te maken van de "Silver Bullet"-techniek waarbij de lucht uit iemands longen wordt geperst. In het vrouwengevecht zou Tory het moeten opnemen tegen Sam, maar uit wraak van het "omkoopschandaal" vlucht Tory en wordt vervangen door Devon. Dit gevecht wordt door Sam gewonnen. De afgevaardigden komen niet tot een unaniem besluit waardoor beide dojo's worden toegelaten. Tory zoekt Sam op en biecht op dat Silver de scheidsrechter van het "All-Valley”-tornooi omkocht. |            |                          |                              |                            |                  |  |
| 49 | 9          | Survivors                | Steven Tsuchida              | Michael Jonathan Smith     | 9 september 2022 |  |
| Silver en Kim straffen Tory vanwege forfait: ze dient een steen met haar hand te breken waarbij ze haar hand ernstig verwond. Robby tracht tevergeefs Cobra Kai-leden te doen inzien dat die dojo niet deugt. Enkele Miyagi-Do/Eagle Fang-leden zoeken Stingray op. Stingray durft uit schrik de waarheid niet zeggen, dus zet hij een Dungeons & Dragons-spel op waarin hij met zelfverzonnen personages uitlegt hoe de vork aan de steel zit. Johnny, Daniel, Chozen, Amanda en Carmen gaan laatstgenoemde haar zwangerschap feesten en huren een limousine. Chozen geeft toe verliefd te zijn op Kumiko. Carmen en Amanda keren huiswaarts terwijl de mannen verder op stap gaan. Iemand kaapt de limousine en ontvoert hen. |            |                          |                              |                            |                  |  |
| 50 | 10         | Head of the Snake        | Joel Novoa                   | Bob Dearden                | 9 september 2022 |  |
| Kreese wordt tijdens een gevecht in de gevangenis neergestoken en doodverklaard. Niet Silver, maar wel Barnes ontvoerde de mannen. Hij wil wraak nemen op Silver en wil dat de drie hem bijstaan. Tory helpt de Miyagi-Do en Eagle Fang-studenten om een eind te maken aan Cobra Kai door beelden van de vechtpartij tussen Kreese en Stingray - opgenomen door de bewakingscamera's - op YouTube te zetten, maar deze zijn reeds verwijderd. Wel vinden ze beeldmateriaal waarin Silver aan Tory bekent het "All Valley”-tornooi te hebben omgekocht. De leden van Cobra Kai zijn via een overloper op de hoogte gebracht en arriveren waardoor er een gevecht ontstaat. De leden van de eerste dojo's beschermen Anthony terwijl hij de beelden uploadt. Eens getoond beseffen de Cobrai Kai-leden dat Silver niet deugd en ze keren zich tegen hem. Er ontstaat een gevecht tussen Daniel en Silver. Daniel wint door de Quicksilver-methode te gebruiken. Silver wordt ook gearresteerd wegens meineed. Kreese heeft de steekpartij en zijn overlijden in scène gezet en is tijdens zijn transport kunnen ontsnappen.                     |            |                          |                              |                            |                  |  |